# Umesh Vangaver
Umesh Vangaver (6 maart 1985) is een in India geboren Vlaams televisieredacteur die onder meer meewerkte aan de programma's Hotel M en De 12de Man.
In 2014 maakte hij zijn televisiedebuut als acteur in de komische mockumentary De Biker Boys op Eén in de rol van fixer Haldis (of beter, "Marnix uit Leuven"), een personage dat al snel op weg was een cultfiguur te worden.
In 2016 kreeg Vangaver de kans om zelf een televisieprogramma te maken met zichzelf in de hoofdrol, getiteld Umesh Pop-up Teevee. Op het Eurovisiesongfestival in 2016 mocht hij de punten voorlezen voor België. Daarmee, en met de kijkcijfers van 250 miljoen kijkers die naar het programma keken, won hij een weddenschap met Tom Waes afgesloten in zijn eigen programma.